# Hajá Harárít
Hajá Harárít (héber betűkkel חיה הררית, izraeli angol átírással Haya Harareet, Haifa, 1931. szeptember 20. – Marlow, Buckinghamshire, Anglia, 2021. február 3.) izraeli színésznő.

## Élete
Szülei a cionista bevándorlás keretében kerültek a történelmi hazába, Palesztinába. Lányuk színészi pályája 1955-ben kezdődött, a Hill 24 Doesn’t Answer c. izraeli filmmel. Négy évvel később a Ben Hur c. amerikai filmben alakította a Charlton Heston által megformált Ben Hur szerelmét, Esztert.
Később férjhez ment Jack Clayton brit rendezőhöz.